# Довгалевка (Великобагачанский район)
Довгалевка (укр. Довгалівка) — село, Великобагачанский поселковый совет, Великобагачанский район, Полтавская область, Украина.
Код КОАТУУ — 5320255105. Население по переписи 2001 года составляло 496 человек.

## Географическое положение
Село Довгалевка находится на правом берегу реки Псёл, выше по течению на расстоянии в 1 км расположено село Гарнокут, ниже по течению примыкает село Шепели, на противоположном берегу — село Байрак. Около села расположено несколько озёр, в том числе озеро Чёрное и озеро Коноплянка. Рядом проходит автомобильная дорога Т-1719.

## Экономика
- Молочно-товарная ферма.

## Объекты социальной сферы
- Школа I—II ст.